# 81プロデュース
株式会社エイティワンプロデュース（81プロデュース、英: 81produce Co.,Ltd.）は、日本の声優事務所。日本声優事業社協議会会員、日本動画協会正会員。

## 概要
1970年代後半、声優という言葉が確立してきた頃だったが、そう呼ばれることに反発し、「自分は役者であり、歌ったりイベント出演することはせず今まで通りであるべきである」とする者と「時代の変化に対応するべき」とする富山敬やスタッフなどで大手事務所の青二プロダクションが二分することになる。
1976年に青二プロダクションへ入社した南沢道義（みなみさわ みちよし、1952年 - ）は28歳にして先頭を切る旗印のようになり、1981年2月、ぷろだくしょんバオバブの企画制作部門のスタッフらと独立して81プロデュースを設立した。社名は設立年に由来する。南沢は社長を目指していたわけではないが、声優のマネジメントや番組プロデュースがしたいため、自由な環境で若い素材をのびのびとやらせてあげたいと飛び出した。
ミュージカル『飛べ!京浜ドラキュラ』などの声優が出演する演劇制作を業務の中心とするプロダクションとしてスタートし、1983年より俳優部門を備え声優事務所としての活動を開始する。
ドキュメンタリー番組や学校放送番組等のNHKエデュケーショナル制作の番組に所属声優が出演することが多く、実写（顔出し）で出演した学校放送番組もある。また、関連会社である音響制作会社のHALF H・P STUDIOはNHKで放送される外国テレビドラマの日本語吹替やアニメの音響制作を数多く担当し、一話5分～10分程度の作品では81プロデュースの所属声優を中心にキャスティングすることが多い。また、小学館集英社プロダクション製作のアニメの大半の作品でキャスティング協力を手がけている。青二プロダクションほどではないものの、東映アニメーションとの結び付きも強い。エイベックスとの結び付きも強く、協業活動をしている。2022年には、新たにユニバーサルミュージックとの協業で「SUN AUDITION」を開催した。
2015年に「声優ミュージアム」及び、「81ライブサロン」を、同事務所の声優養成機関「81ACTOR'S STUDIO」の所在する社屋に開設している。

## 所属声優

### 男性
| あ行 - 茜柊一朗 - 秋吉徹 - 有隅融 - 井口成人 - 伊崎寿克 - 石川光太郎 - 石野竜三 - 伊東健人 - 糸博 - 猪股速十 - 岩端卓也 - 上西哲平 - 宇垣秀成 - 鵜澤正太郎 - 内野孝聡 - 江口拓也 - 江田拓寛 - 逢坂力 - 大久保多聞 - 大倉正章 - 太田哲治 - 大林隆介 - 岡野友佑 - 岡本幸輔 - 小川輝晃 - 小田柿悠太 - 折原秋良 か行 - 樫井笙人 - 金谷ヒデユキ - 金丸淳一 - 金光宣明 - 神尾晋一郎 - 川島得愛 - 河杉貴志 - 川野剛稔 - 河本邦弘 - 木村隼人 - 桑田直樹 - ケン・サンダース - 玄田哲章 - 合田葵 - 幸田昌明 - 木暮晃石 - 近衛秀馬 - こばたけまさふみ - 小林大紀 - 駒田航 | さ行 - 斉藤壮馬 - 齋藤峻 - 酒井敬幸 - 榊原優希 - 坂口候一 - 酒巻光宏 - 桜井敏治 - 櫻台遼己 - 佐々木啓夫 - 笹本直起 - 佐治和也 - 佐藤智 - 佐藤まさよし - 司波悠真 - 柴本浩行 - 白石兼斗 - 陣谷遥 - 鈴木勝美 - 鈴木清信 - 鈴木琢磨 - 鈴木悠生 - 関俊彦 - 関根宏次 - 千先広大 - 善養寺恭平 - 相馬幸人 - 宗矢樹頼 - 園部啓一 た行 - 高野大河 - 高畑廉太 - 武内駿輔 - 竹尾一真 - 田尻浩章 - 多田啓太 - 田所陽向 - 田中完 - 谷口祐貴 - 千葉繁 - 津久井教生 - 土池悠介 - 土田大 - 土田玲央 - 坪井智浩 - 伝坂勉 - 堂坂晃三 - 東條達也 - 德石勝大 | な行 - 中尾隆聖 - 仲木隆司 - 長岡龍歩 - 長沢徹 - 中島ヨシキ - 名取将 - 成瀬一興 - 仁科洋平 - 西山宏太朗 - 新田杏樹 - 野沢聡 は行 - 橋本晃太朗 - 長谷徳人 - 羽多野渉 - 馬場惇平 - 速水けんたろう - 平野俊隆 - 比留間俊哉 - 深谷悠 - 福沢良一 - 藤井隼 - 藤崎龍 - 舟津俊雄 - 古岡祐樹 - 細谷カズヨシ - 堀勝之祐 - 堀総士郎 - 堀本等 ま行 - 真生龍聖 - 蒔村拓哉 - 松田佑貴 - 松本大輝 - 三木一眞 - 三木眞一郎 - 水上慶 - 水島裕 - 宮内彰久 - 宮城一貴 - 宮澤翔太 - 三宅健太 - 三宅貴大 - 宮田幸季 - 茂木優 - 森浦啓悟 - 森田了介 | や行 - 八木光生 - 安原滉太 - 山内平 - 山口隆行 - 山崎健太郎 - 山本正樹 - 祐仙勇 - 與那覇拓樹 - 米内佑希 ら行 - ランズベリー・アーサー わ行 - 若月湊士 - 若林佑 - 鷲﨑優一郎 - 渡海音 |

### 女性
| あ行 - 相田真花 - 相原唄 - 青山桐子 - 青山吉能 - 青山玲菜 - 赤﨑千夏 - 茜屋日海夏 - 明智璃子 - 浅井淑子 - 浅田葉子 - 朝月ひな - 朝日奈丸佳 - 阿澄佳奈 - 厚木那奈美 - 阿保まりあ - 天沢朱音 - 天海由梨奈 - あらいゆい - 池田百々花 - 伊駒ゆりえ - 石井未紗 - 石川寛美 - 石丸有里子 - 石村知子 - 泉水優那 - 一ノ瀬ゆうり - 一宮麗 - 伊藤ちゆり - 井上美咲 - 射場美波 - 植竹香菜 - 上田麗奈 - 鵜飼るみ子 - 内山茉莉 - 永野愛理 - 遠藤さやか - 大井麻利衣 - 大久保瑠美 - 大森菜央 - 太田貴子 - 大橋海咲 - 大森こころ - 岡本茉利 - 小川華果 - おぎたえりこ - 荻野葉月 - 奥友沙絢 - 尾田木美衣 - 小田切優衣 - 小野寺啓子 - おみむらまゆこ - 織江珠生 か行 - 勝生真沙子 - 葛城七穂 - 叶矢りか - 釜澤希莉 - 神本綾華 - 川上ひろみ - 川原伶奈 - 川本夕姫音 - 神﨑桃伽 - 神田理江 - 菊池いづみ - 菊地祥子 - 菊地貴子 - きのしたゆうこ - 久遠エリサ - 久次米渚 - くじら - 久保田未夢 - くまいもとこ - 熊谷ニーナ - 倉田雅世 - 香坂侑 - 神代知衣 - 幸田夏穂 - 倖月美和 - 光部綺音 - 古賀葵 - 古賀英里奈 - 越乃奏 - 古城望 - こたにともこ - 後藤彩佐 - 木間萌 - 小林希唯 - 小林優子 - 小針彩希 - 小孫さくら - 小松千紗都 - 駒野絢渚 - 狛丸莉子 - 小宮悦子 - 小宮けい | さ行 - 斉藤美菜子 - 斉藤祐子 - 阪田伊都 - 桜井るな - 桜川愛永 - 佐々木奈緒 - 佐々木日菜子 - 佐藤麻子 - 佐藤なる美 - 佐野愛 - 塩谷麻乃 - 重枝希呼 - 下屋則子 - 柴田芽衣 - 柴田倫佳 - 澁谷梓希 - 島津久美子 - 清水マリ - 城雅子 - 白坂道子 - 白田千尋 - 菅原万波 - 杉本みづか - 勝呂美和子 - 鈴江祐里奈 - 鈴木真実 - 関山美沙紀 - 瀬戸ひかり - 芹澤優 - 園田れい - 成花 た行 - 高木美佑 - 高倉有加 - 髙瀨友 - 髙田千裕 - 高田由美 - 高橋李依 - 高山みなみ - 竹内恵美子 - 竹内ゆうか - 多田玲那 - 橘華世 - 伊達朱里紗 - 田中あいみ - 田中しおり - 田中美海 - 田部祐理香 - 谷口和花子 - 千々松幸子 - 辻香織 - 筒美奈子 - 恒松あゆみ - 寺谷美香 - 寺西はる - 巴菁子 - 豊口めぐみ - 豊島まさみ | な行 - 中井美琴 - 仲咲志織 - 永瀬アンナ - 中嶋佳葉 - 中村すみれ - 夏目万吏奈 - 波岡なみ - 成田紗矢香 - 新津実稀奈 - 西尾桃子 - 西川葉月 - 西村ちなみ - 二宮愛理 - 丹羽紫保里 - 根本圭子 - 納富ももこ - 野村真弓 は行 - 土師亜文 - 長谷美希 - 櫨山めぐみ - 服部真季 - 花岡志織 - 花宮百 - 馬場澄江 - 浜崎七海 - 早坂志緒 - 原紗友里 - 原島梢 - 春川友紀 - 坂東琴乃 - 稗田寧々 - 比嘉久美子 - 東サオリ - 樋口雅子 - 久嶋志帆 - 日菜 - 兵藤まこ - 廣川来美 - 弘中くみ子 - 深町彩里 - 福緒唯 - 藤井あさこ - 藤井彩音 - 藤川由紀子 - 藤咲果乃 - 伏見はる香 - 星﨑うい - 星乃葉月 - ほなみ - 本泉莉奈 - 本間沙智子 | ま行 - 前田敏子 - 牧口真幸 - 薪本彩乃 - 松岡洋子 - 松原美香 - 間宮くるみ - 三重野帆貴 - 三上遥香 - 三上由理恵 - 水垣洋子 - 水音 - 水野亜美 - 水野まりえ - 光延真鈴 - 三波春香 - 南波ゆき - 三宅華也 - 宮崎羽衣 - 宮原颯希 - 向井真理子 - 向井莉生 - 棟方真梨子 - 村上はるみ - 村上まなつ - 望田ひまり - 望月久代 - 本美奈子 - 百瀬絵理 - 森川真紗子 - 森嶋優花 - 森千晃 - 森優子 や行 - 屋代瑠花 - 柳田カンナ - 矢野亜沙美 - 薮内裕友実 - 籔根依泉 - 山北早紀 - 山口久玲愛 - 山崎依里奈 - 山下七海 - 山田栄子 - 山田ふしぎ - 山藤桃子 - 山本真綺 - 山本麻里安 - 悠渚佳代 - ゆきじ - 由崎詩織 - 柚木涼香 - 弓野真紀 - ユルドゥズ香音 - 横林奈津子 - 吉岡さくら - 吉岡茉祐 - 吉田早南 - 米澤円 ら行 - 留冬藍名 わ行 - 若井友希 - 和久田み晴 - 渡辺けあき |

## かつて所属していた声優
在籍中に死去した人物は公式サイトの俳優一覧に「メモリアル」枠で名前が掲載されている（一部を除く）。

## 81プロデュースから独立した声優事務所
- ウォーターオリオン（2004年）
- オフィス野沢（2006年 - 2012年）
- オフィス・ふくし
- おおきな（2018年）

## 81オーディション
2007年から毎年8月1日に一般公開オーディションを実施。優秀賞がグランプリ、特別賞が準グランプリ。2010年からは協賛企業や関係者からも賞が贈られる。
| 回     | 開催年 | 受賞者 |
| ------ | ------ | --- |
| 第1回  | 2007年 | 優秀賞：江口拓也、森優子 |
| 第2回  | 2008年 | 優秀賞：斉藤壮馬、原紗友里 |
| 第3回  | 2009年 | 優秀賞：大久保瑠美 特別賞：寺本和泉、西山宏太朗、吉谷彰彦 |
| 第4回  | 2010年 | 優秀賞：長谷美希（小学館賞も同時受賞） 特別賞：地蔵堂武大、平山寛子 かとうあずさ (小学館賞受賞) |
| 第5回  | 2011年 | 優秀賞：駒田航（文化放送賞・エクシング賞も同時受賞） 特別賞：石渕菜々美（現：春野ななみ）（小学館賞も同時受賞）、 上田麗奈（小学館賞も同時受賞）、 髙橋李依（現：高橋李依）（日本BS放送賞も同時受賞）                                                                                                   |
| 第6回  | 2012年 | 優秀賞：圡田玲央（現：土田玲央）（小学館賞・BS11賞・文化放送賞も同時受賞）、 三上由理恵（エクシング賞・長崎音響監督も同時受賞） 特別賞：橋本晃太朗（BS11賞・文化放送賞も同時受賞）、 稗田寧々（小学館賞も同時受賞）、 渡辺保渚美（現：ほなみ）（バンダイチャンネル賞・サミー賞も同時受賞）              |
| 第7回  | 2013年 | 優秀賞：南早紀（サミー賞・BS11賞も同時受賞）、 長谷徳人（エクシング賞も同時受賞） 特別賞：小林祐太（文化放送賞も同時受賞）、 永田優美（現：望田ひまり）（文化放送賞・小学館賞も同時受賞） |
| 第8回  | 2014年 | 優秀賞：上西哲平（小学館賞・NOTTV賞も同時受賞）、 渡部由梨奈（現：天海由梨奈）（サミー賞・NOTTV賞も同時受賞） 特別賞：白石兼斗（文化放送賞・サミー賞・スタジオディーン賞も同時受賞）、森岡健太郎（文化放送賞・エクシング賞も同時受賞）、 吉野るな（現：渡辺けあき）（小学館賞・エクシング賞も同時受賞） |
| 第9回  | 2015年 | 優秀賞：江田拓寛（文化放送賞・小学館賞・長崎音響監督賞も同時受賞）、新津実稀奈（文化放送賞・スタジオディーン賞・長崎音響監督賞も同時受賞） 特別賞：松井梨央奈（サミー賞も同時受賞）、 宮城一貴（JOYSOUND賞も同時受賞）、 向井莉生（サミー賞・MiMi賞も同時受賞）                                         |
| 第10回 | 2016年 | 特別賞：大岡エリサ（現：久遠エリサ）、鈴江祐里奈、宮原颯希（スタジオディーン賞・文化放送賞・小学館賞も同時受賞） |
| 第11回 | 2017年 | 優秀賞：折原秋良（サミー賞も同時受賞）、 合田葵（サミー賞も同時受賞） 特別賞：後藤彩佐（文化放送賞も同時受賞）、 齋藤峻（JOYSOUND賞・スタジオディーン・文化放送賞も同時受賞）、 柴田真璃奈（JOYSOUND賞も同時受賞）、鈴木花                                                                              |
| 第12回 | 2018年 | 優秀賞：藤縄郁花（文化放送賞も同時受賞）、 山一茉希（長崎音響監督賞も同時受賞） 特別賞：國須奈緒（サミー賞も同時受賞）、 延次莉衣奈（JOYSOUND賞・文化放送賞も同時受賞）、林寛太郎 |
| 第13回 | 2019年 | 優秀賞：土池悠介（文化放送賞・小学館賞も同時受賞）、 山本真綺（シンエイ動画賞も同時受賞） 特別賞：高畑廉太（文化放送賞・小学館賞も同時受賞）、 田中しおり（プロダクション・アイジー賞・サミー賞も同時受賞）、 松本大輝（文化放送賞も同時受賞）                                                          |
| 第14回 | 2020年 | 優秀賞 : 大森こころ、安原滉太、 特別賞 : 大島璃子、宮澤翔太、成瀬広 |
| 第15回 | 2021年 | 優秀賞 : 田幡ゆい 特別賞 : 一宮麗、藤龍、ユルドゥズ香音 |
| 第16回 | 2022年 | 優秀賞 : 江口雄大 特別賞 : 德永朱音、堀中雄太 |
| 第17回 | 2023年 | 優秀賞 : 島田ひまり 特別賞 : 小澤菜津美、志水泉月 |
| 第18回 | 2024年 | 優秀賞 : 田中芽衣里 特別賞 : 市川凛、菊地大樹 |

## キャスティング協力しているアニメ作品
- きかんしゃトーマス
- らき☆すた
- 愛天使伝説ウェディングピーチ
- ポケットモンスター
- メタルファイト ベイブレードシリーズ
- カードファイト!! ヴァンガードシリーズ
- クロスファイト ビーダマンシリーズ
- ビーストサーガ
- ベイブレードバーストシリーズ
- カミワザ・ワンダ
- トミカハイパーレスキュー ドライブヘッド 機動救急警察
- BEYBLADE X

## 主な舞台製作作品
- 「ともだち Do It Yourself!!」（1981年/作：仲倉重朗、演出：山田悦司、出演：水島裕、玄田哲章、吉田理保子、山田俊司、伊藤真奈美）
- ミュージカル「飛べ！京浜ドラキュラ」（1982年/作：滝沢ふじお、演出：野沢那智）※提携：シアターアプル、劇団薔薇座 共同公演
- 第3回81プロデュース公演「友達」（1982年3月31日～4月4日、大塚エンジェルスホール/演出：佐々木功/出演：石丸博也、山田俊司、玄田哲章、鈴置洋孝、辻村真人、屋良有作、津久井教生、吉田理保子、清水マリ、佐々木祐子、鵜飼るみ子、佐々木るん、秋山るな、荒川美奈子[27])
- 真夏の夜の仮面祭「ポセイドンの伝説」（1983年/作：辻邦生、演出：木島恭、出演：水島裕、中尾隆聖、内田直哉、井上和彦、玄田哲章、鈴置洋孝、弘中くみ子、冨永みーな、吉田理保子、辻村真人、山形ユキオ、関俊彦、津久井教生）
- サイクリングミュージカル「ハッピーライド」（1984年/渋谷ジァン・ジァン/作・演出：青井陽治、振付：宮本亮次、出演：水島裕、中尾隆聖、井上和彦、弘中くみこ、吉田理保子、内田直哉、山形ユキオ）
- ラブ・ミュージカル「ハッピーライド2」（1984年/銀座博品館劇場/作・演出：青井陽治、中尾隆聖、出演：井上和彦、中尾隆聖、水島裕）※提携：銀座博品館劇場
- 「A TASTE OF HONEY 蜜の味」（1985年/銀座博品館劇場/作：シーラ・デレニー、演出：壺井正、出演：水島裕、藤田淑子、佐久間レイ、弘中くみ子、中尾隆聖、山形ユキオ、内田直哉）※提携：銀座博品館劇場
- ミュージカル「BACKERS AUDITION」（1986年/銀座博品館劇場/作：横山由和、演出：坂上道之助、出演：水島裕、中尾隆聖、玄田哲章、冨永みーな、佐久間レイ、弘中くみ子、内田直哉、辻村真人、山形ユキオ、吉田理保子、鵜飼るみ子、片岡富江、林アキラ、おぼたけし、関俊彦、津久井教生、中村ひろみ　他）※提携：銀座博品館劇場
- COME BLOW YOUR HORN（1986年/作：ニール・サイモン、訳：酒井洋子、演出：壷井正、出演：水島裕、玄田哲章、中尾隆聖、浅井淑子、鵜飼るみ子、片岡富枝、佐久間レイ、関俊彦、高田由美、弘中くみ子）
- 「ローマで起った奇妙な出来事」（Theater V Akasaka/作：バート・シェベローブ、ラリー・ゲルバート、音楽・作詞：スティーヴン・ソンドハイム、演出：鈴木清信、出演：中尾隆聖、関俊彦、三木眞一郎　他）